# Diadelia inornata
Diadelia inornata är en skalbaggsart som först beskrevs av Leon Fairmaire 1905.  Diadelia inornata ingår i släktet Diadelia och familjen långhorningar.
Artens utbredningsområde är Madagaskar. Inga underarter finns listade i Catalogue of Life.